# Церква Різдва Пресвятої Богородиці (Слоут)
Церква Різдва Пресвятої Богородиці — пам'ятка мурованої культової архітектури першої половини XIX ст., що існувала у Слоуті (нині — Глухівського району на Сумщині). Зруйнована в середині 1930-х років. Нову церкву збудовано в 1996 році.
Храмове свято — це одне з дванадесятих свят: Різдво Пресвятої Богородиці або Мала Пречиста на честь Богородиці Діви Марії, матері Ісуса Христа (8 вересня за старим стилем або 21 вересня за новим).

## Історія
Будівництво мурованої церкви Різдва Пресвятої Богородиці у Слоуті (з храмовим святом 8 вересня — 21 вересня з новим стилем) почалося у 1842 році. Її зводили на місці колишнього храму. Зазвичай, кам'яні церкви будували там, де раніше існувала дерев'яна. В Слоуті Глухівського повіту Чернігівської губернії будівництво кам'яної церкви велось п'ять років і завершилось у 1847 році.
З 1859—1860 навчального року в Слоуті почала працювати церковноприходська школа при церкві. Її організатором та першим учителем, який викладав не тільки Закон Божий, а й читання, письмо і початки арифметики, був священник Різдво-Богородицької церкви Іоанн Щуцький. У 1865 році за ініціативи владики Філарета при Різдво-Богородицькій церкві Слоута було створено піклування, яке дбало не лише про матеріальне становище храму, його ремонт та оснащення, а й про морально-релігійну освіту та виховання дорослих парафіян і їхніх дітей. Першим керівником парафіяльного піклування став церковний староста Василь Іллєнко.
Станом на 1866 рік у Слоутській церковнопарафіяльній школі, яка розміщувалася в церковній сторожці, навчалось 14 хлопчиків та 3 дівчинки у віці від 9 до 13 років із, відповідно, 1345 та 81 у повіті.
У 1872 році на три роки було обрано парафіяльне піклування при Різдво-Богородицькій церкві. Головою став слоутський поміщик, відставний артилерії капітан Михайло Олександрович фон дер Бриген (син декабриста Олександра фон дер Бригена), членами піклування — надвірний радник Василь Іванович Говорун, колезький секретар, поміщик Олексій Захарович Губський, селянин-власник Микола Євстафійович Москаленко, козаки Василь Матвійович Іллєнко, Іван Павлович Веретенник, Яків Павлович Стеценко і Дмитро Савич Алексєєнко.
Слоутська церква спочатку відповідала п'ятому класу приходських храмів. У богословському журналі «Черниговские Епархиальные Известия» за 1871 рік (№ 12) наведено кошторис на утримання священнослужителів приходських храмів Чернігівської єпархії. Зокрема, церква Різдва Пресвятої Богородиці у Слоуті отримувала 202 рублі на рік. Ці кошти передбачались, головним чином, на утримання духовенства, а також на поточний ремонт храму, відрядження та проїзні.
Крім цього, парафіяни, а особливо поміщики та заможні люди, постійно жалували свої кошти на утримання церкви. У другій половині 1870-х років в один зі своїх об'їздів приходами єпархії єпископ Чернігівський та Ніжинський Серапіон (Симеон Маєвський; 1827—1891) зупинявся в Слоуті, куди на обід запросили священників сусідніх сіл. У цей час настоятелем Різдво-Богородицької церкви працював Самуїл Імшенецький сам — благочинний 3-го округу з двома десятками парафій. Дияконом на вакансії псаломщика був зазначеним Микола Іванович Іванов, а псаломщиком — Яків Іванович Рибальченко. У 1893—1896 роках та в час, коли не було священників у братстві в 1900 та 1902 роках, отець Самуїл часто вів службу в Хрестовоздвиженській церкві на хуторі Воздвиженському (нинішнього Ямпільського району). Збудована вона була коштом дворянина Миколи Миколайовича Неплюєва (1851—1908). Це була домова церква сільськогосподарської православної громади — Хрестовоздвиженського трудового братства, заснованого М.Неплюєвим у 1889 році.
20 квітня 1875 року блискавка, вдаривши в хрест високої дзвіниці Слоутської Різдво-Богородицької церкви, заподіяла храму значні пошкодження. О 12 годині дня через пів години після того, як парафіяни та духовенство (до 1000 людей) вийшли з храму, налетіла грозова хмара, яка швидко пройшла через село із заходу на схід. Під час дощу з градом лише одна блискавка вдарила у хрест дзвіниці. Удар пройшов через шпиль стінами завдяки залізним вставкам та прутам, що тримали споруду, і навіть дістався вівтаря церкви. Сам хрест було обпалено та відірвано залізо, яким його було оббито. На шпилі вирвало більше 100 листів білої жерсті. Також повипадала цегла на одному зі стовпів дзвіниці. У двадцяти місцях, де у стінах церкви було замуровано залізо, повипадала штукатурка. Пошкодження сталися і в середині церкви. Було обпалено позолоту середнього ярусу іконостасу південної і північної сторони та частково нижчого ярусу. Від величезного розряду також лопнули 40 стекол у вікнах. За підрахунками священника, на ремонтні роботи потрібно було зібрати до 1000 рублів сріблом. У церковному приході таких коштів не було, а з парафіян зібрати потрібну суму за короткий час було неможливо.
Благочинний 3-го округу Глухівського повіту Самуїл Імшенецький рапорт № 114 написав майже через тиждень — 26 квітня 1875 року до єпископа Чернігівського і Ніжинського Серапіона про пошкодження храму грозою. Тому ремонт храму тривав протягом кількох років.
Священник Самуїл Григорович Імшенецький 13 серпня 1904 року помер, а 28 вересня 1904 року з Михайлівської церкви с. Білоусівка Новгород-Сіверського повіту до Різдво-Богородицької церкви Слоута було переведено священника Макарія Красіна. Йому призначено річну платню 156 рублів 80 копійок. Служіння о. Макарія тривало в Слоуті протягом майже двох десятиліть.

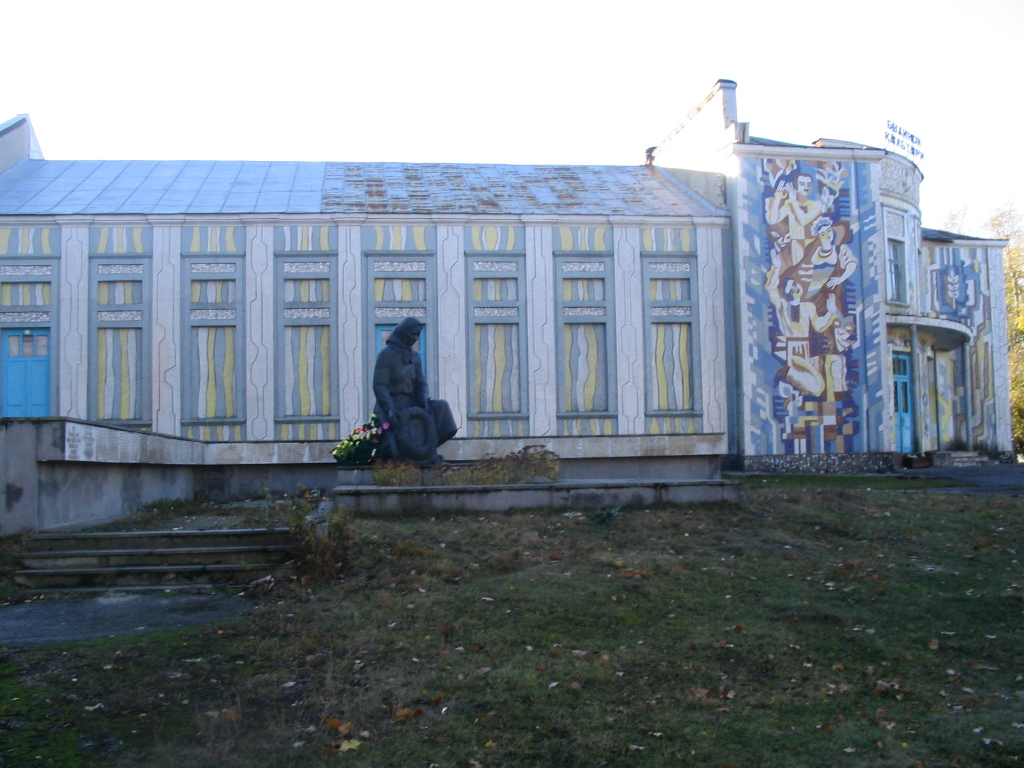
Північний фасад Будинку культури у Слоуті, збудованого на місці церкви XIX століття (світлина 2005 року)

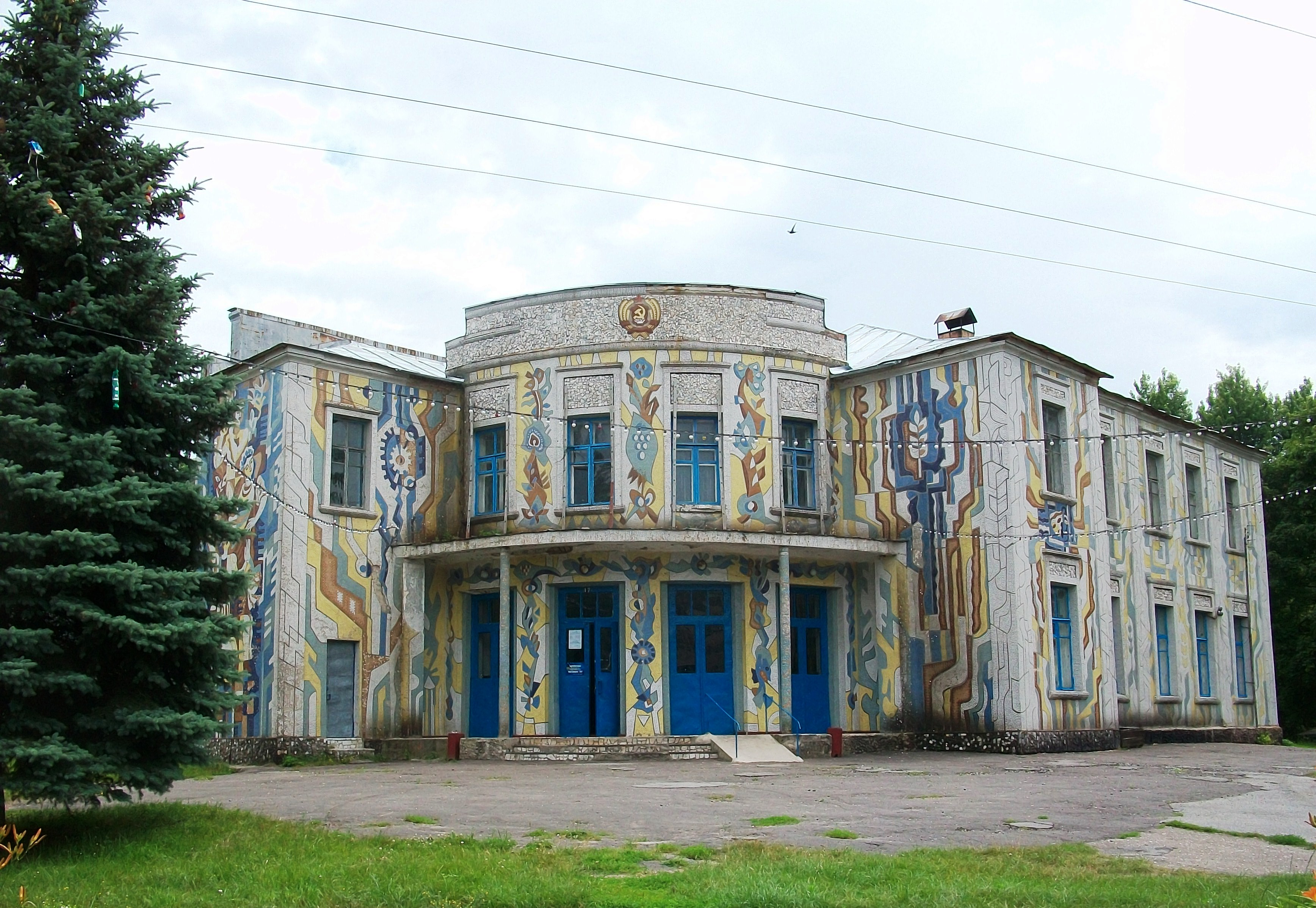
Центральний вхід до Будинку культури (світлина 2012 року)

Церкву було розібрано в 1932 році. Також зрівняли з землею і цвинтар що знаходився на південь від церкви. З церкви було забрано багато старовинних та цінних ікон. Зокрема, ікона Богородиці родини фон дер Бригенів під срібною шатою була передана до Спаської церкви Глухова. Вона довгий час стояла на престолі, як найбільш коштовна. Коли в 1961 році була закрита і ця церква ікона Богородиці родини Бригенів була передана до глухівської Трьох-Анастасіївської церкви, де створено музей атеїзму. Подальша її доля, на жаль, не відома.
В 1937 році, на місці де була, ще недавно, мурована Різдва Пресвятої Богородиці церква, почалось будівництво двоповерхового Будинку культури на 450 місць, що існує й зараз. Його будівля, дещо перебудована, практично повторює розміри та архітектуру церкви. Адже також вісь проходить, як і в церковному будівництві, зі сходу на захід.
В 1949 році в Слоуті було відкрито молитовний будинок. Жителі села зібрали 25 тисяч карбованців і купили хату, яку було винесено з центру села. Тому будинок звели біля кладовища по вулиці Первомайській.

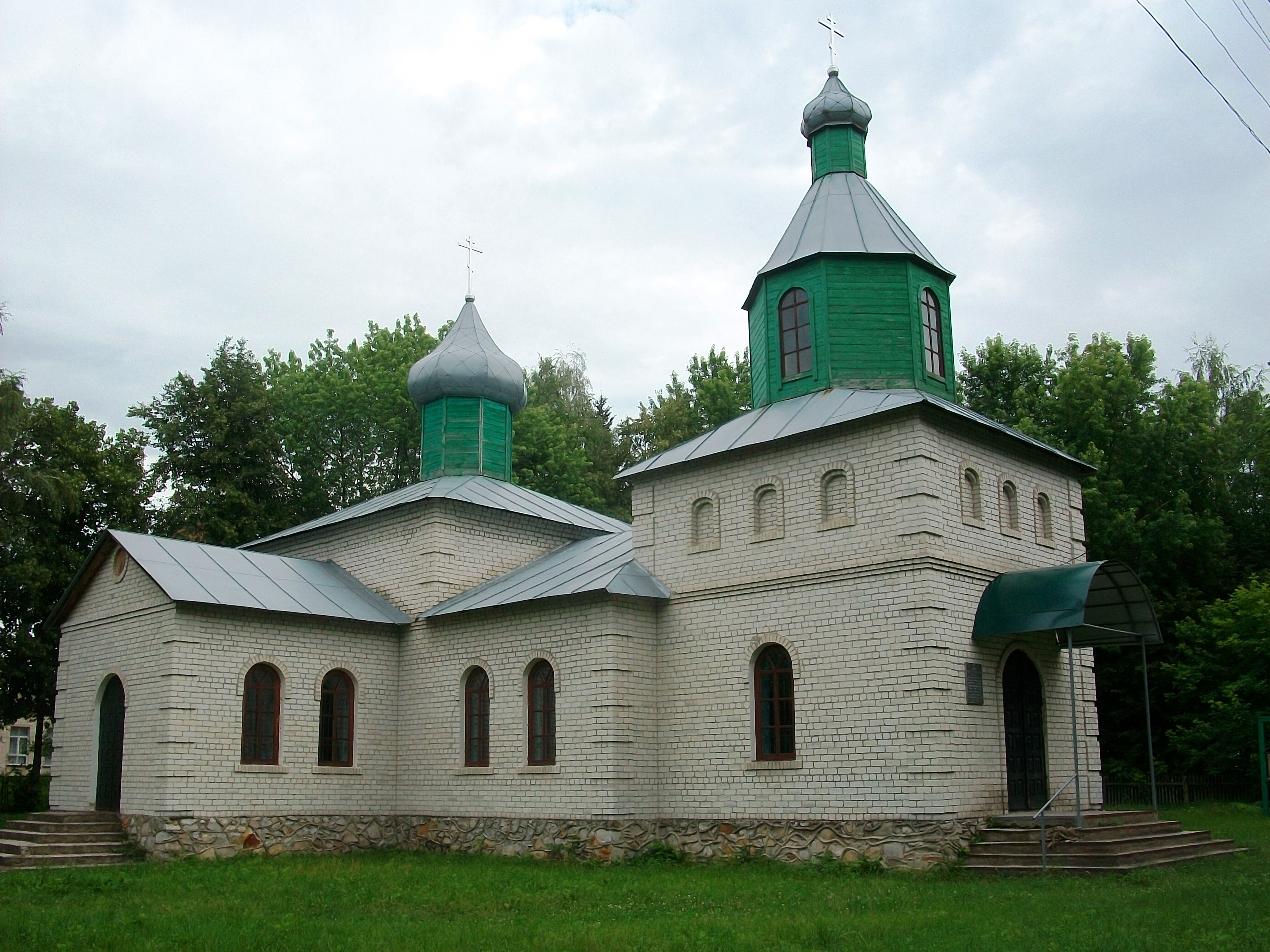
Північний та західний фасади церкви, збудованої в 1990-х роках

20 вересня 1996 року в селі Слоут урочисто освячено новий храм Різдва Пресвятої Богородиці. Цю культову споруду було побудовано впродовж чотирьох років на кошти слоутчан і благодійників. Проєкт цієї церкви підготував головний архітектор Глухівського району Іван Корнієнко. У чині освячення храму брав участь єпископ Глухівський і Конотопський Анатолій. Будівництво велось за благословення старця Глинської пустині Схиархімандрита Іоанна Маслова. Благодійник — академік Російської Академії наук Микола Васильович Маслов, що мешкав на той час у Москві, подарував витонченого різьблення по дереву ікону Миколи Чудотворця Мир Лікійських та комплект книжок.

## Опис та розташування
Центральний вхід церкви увінчували високі сходи. В самій церкві були численні ікони та великі фрески: «Зустріч Ісуса Христа зі своїми учнями» та «В'їзд Ісуса Христа в Єрусалим у Вербну неділю». Єдине відоме зображення церкви Слоута — на відтиску печатки на «Свидетельстве о явке к выполнению воинской повинности», якою було завірено одруження 20 травня 1884 року слоутського козака Винниченка Григорія Федоровича. У Різдво-Богородицькій церкві знаходилась родинна ікона Богородиці під срібною шатою родини фон дер Бригенів.
Після зруйнування церкви вона довгий час знаходилась у Спаській церкві Глухова, а потім у 1961 році передана до Трьох-Анастасіївської церкви. Дослідник Віктор Заїка вважає, що образ Богородиці знаходиться в північному приділі храму, як родовий образ сім'ї фон дер Бригенів.
Мурована церква в селі Слоут розташовувалась на високому місці в центрі села по нинішній вулиці Шкільній. Зараз на її фундаменті знаходиться сільський Будинок культури, побудований в 1938—1940 роках.